# Chiesa dell'Annunciazione di Maria (Ledro)
La chiesa dell'Annunciazione di Maria è la parrocchiale di Pieve di Ledro, frazione di Ledro, nell'omonima valle in Trentino. Fa parte della zona pastorale di Riva e Ledro e risale al XIII secolo.

## Storia

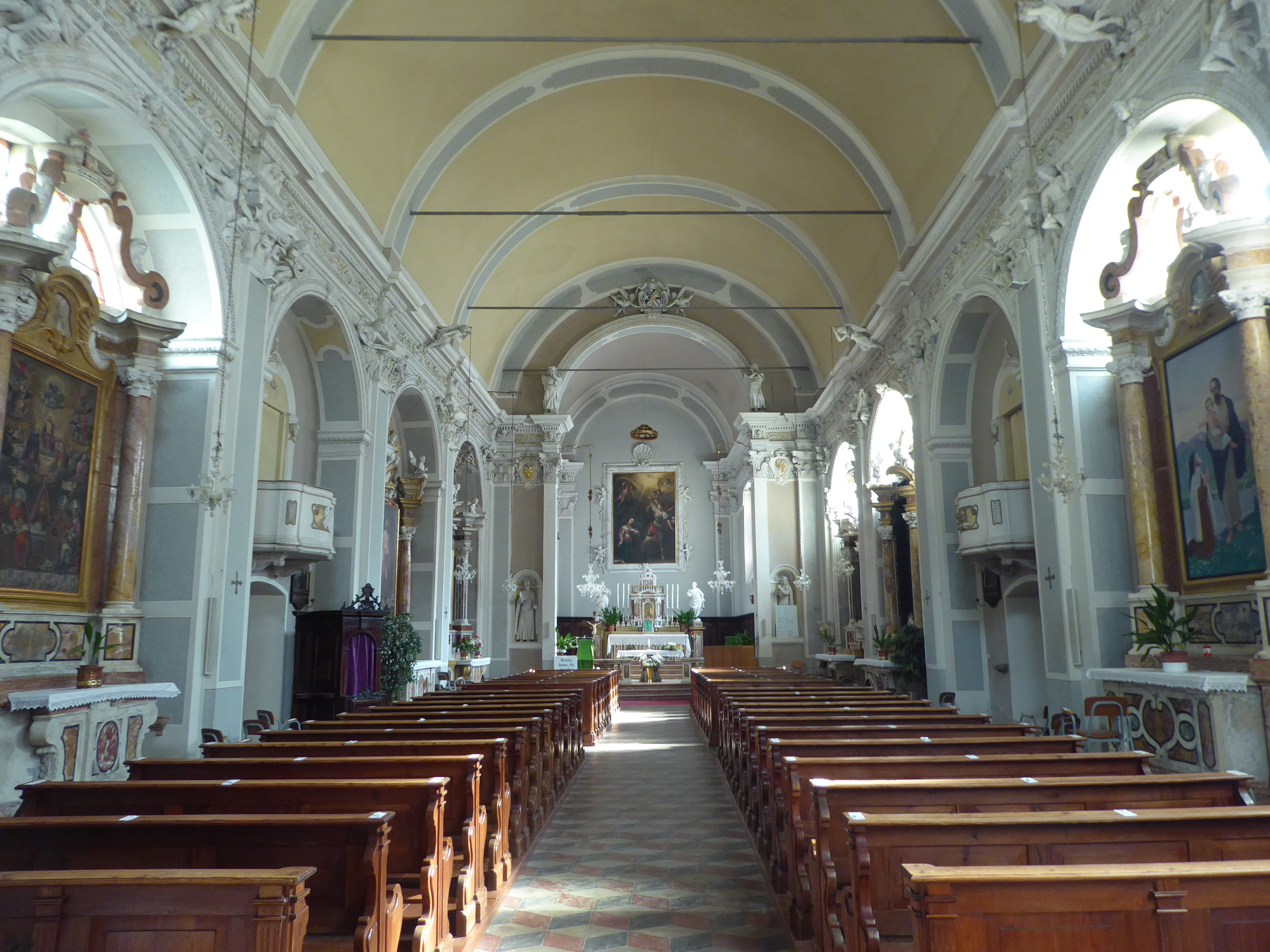
Interno della sala. Nel presbiterio si vede l'altare postconciliare installato in seguito all'adeguamento liturgico.

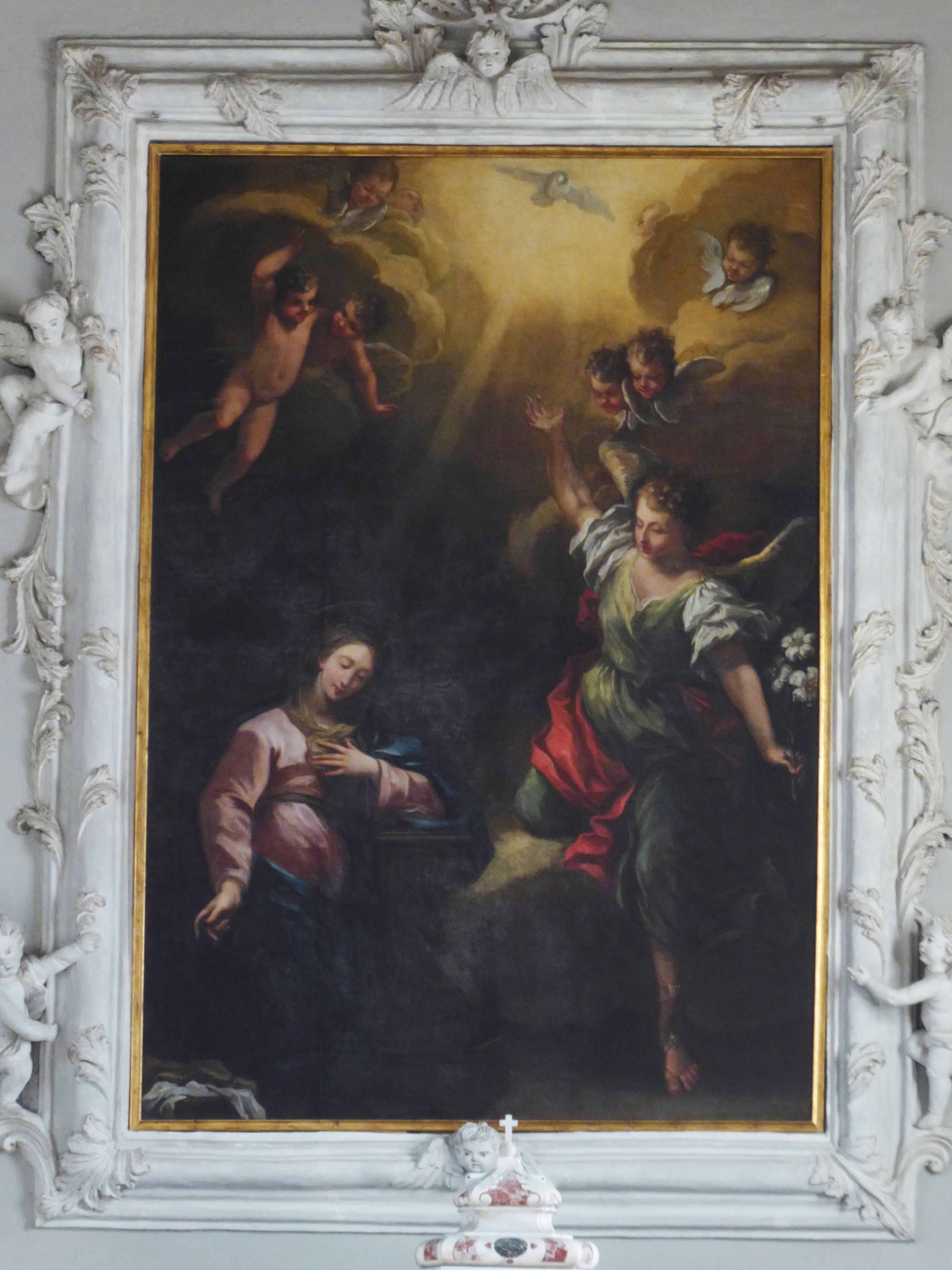
Pala d'altare raffigurante lAnnunciazione

Viene citata in un documento per la prima volta nel 1235 come Santa Maria ma l'edificazione di una chiesa con una struttura di maggiori dimensioni risale al XV secolo. 
Il suo nome venne modificato attorno al 1537, quando non fu più considerata una collegiata.
Circa un secolo dopo venne riedificata su precise indicazioni del vescovo Carlo Emanuele Madruzzo e gli interni vennero arricchiti con stucchi policromi.
La sua consacrazione avvenne il 16 settembre 1652 con una cerimonia alla presenza del vescovo suffraganeo Simone Somma Sappatese.
Nel 1768 la chiesa, che in precedenza era dedicata all'Assunzione, fu rinominata chiesa dell'Annunciazione. Nel corso del XX secolo è stata restaurata in tre occasioni, nel 1931, nel 1968 e nel 1983.

## Descrizione

### Esterni
Sorge in centro alla frazione di Pieve di Ledro. La facciata si presenta in stile neoclassico con un frontone triangolare. Il portale di accesso mostra un elaborato frontone a volute e sopra di esso un affresco quasi scomparso opera di Anton Sebastian Fasal. In asse, la grande finestra a lunetta tripartita che porta luce alla sala. La torre campanaria si alza su base quadrata direttamente dalla copertura del tetto ed è munita di orologio. La cella campanaria si apre con quattro finestre a monofora e la copertura apicale, in lamiera, ha la forma a cipolla.

### Interni
La chiesa è a navata unica suddivisa in campate. Le due pareti laterali ospitano ciascuna tre cappelle. Il presbiterio è leggermente sopraelevato.